# Franz Glaserer
Franz Glaserer (* 27. November 1904 in Wien; † 7. Jänner 1983 ebenda) war ein österreichischer Politiker, Wiener Landtagsabgeordneter und Amtsführender Stadtrat in Wien.

## Leben
Glaserer erlernte den Beruf des Schriftsetzers und schloss sich 1918 den Sozialdemokraten an. Er übernahm verschiedene Funktionen in der Sozialistischen Arbeiter-Jugend und in der Sozialdemokratischen Arbeiterpartei (SDAP), war Vertrauensmann der Partei und erwarb politisches Wissen im Bereich des Bildungswesen. Nach dem Verbot der SDAP 1934 schloss sich Glaserer den illegalen Revolutionären Sozialisten an und wurde auf Grund seiner illegalen Tätigkeit zwei Mal verhaftet. 1940 wurde er in die Wehrmacht eingezogen und kehrte 1946 aus amerikanischer Kriegsgefangenschaft zurück.
Glaserer wurde in der Folge zum Bezirksobmann der SPÖ Penzing gewählt, wobei er diese Funktion bis 1971 ausübte. Zwischen 1949 und 1969 war er Mitglied des Wiener Gemeinderats und Abgeordneter zum Wiener Landtag. Zudem war er zwischen 1954 und 1968 Amtsführender Stadtrat für Wohnungs-, Siedlungs- und Kleingartenwesen. Nach seinem Tod wurde Glaserer auf dem Baumgartner Friedhof bestattet (Gruppe L3, Nummer 50), der zwischen 1963 und 1966 errichtete Gemeindebau in der Hackinger Straße 30–36, wurde ihm zu Ehren in Franz-Glaserer-Hof umbenannt.

## Auszeichnungen
- 1961: Großes Goldenes Ehrenzeichen für Verdienste um die Republik Österreich[1]
- 1977: Ehrenzeichen für Verdienste um die Befreiung Österreichs[2]